# Archytas lanei
Archytas lanei är en tvåvingeart som beskrevs av Guimaraes 1961. Archytas lanei ingår i släktet Archytas och familjen parasitflugor. Inga underarter finns listade i Catalogue of Life.